# Zygiella x-notata
Espèce
Synonymes
- Araneus x-notatus Clerck, 1757
- Aranea litterata Olivier, 1789
- Aranea calophylla Walckenaer, 1802
- Epeira similis Blackwall, 1844
- Zilla boesenbergi Keyserling, 1878
- Zilla californica Banks, 1896
- Zilla x-notata chelata Franganillo, 1909
- Zilla x-notata percechelata Franganillo, 1909
- Zilla gigans Franganillo, 1913
- Pseudometa biologica Chamberlin, 1925
- Larinia maulliniana Mello-Leitão, 1951

Zygiella x-notata est une espèce d'araignées aranéomorphes de la famille des Araneidae.
En français elle est nommée Épeire des fenêtres ou Zygielle des fenêtres.

## Distribution

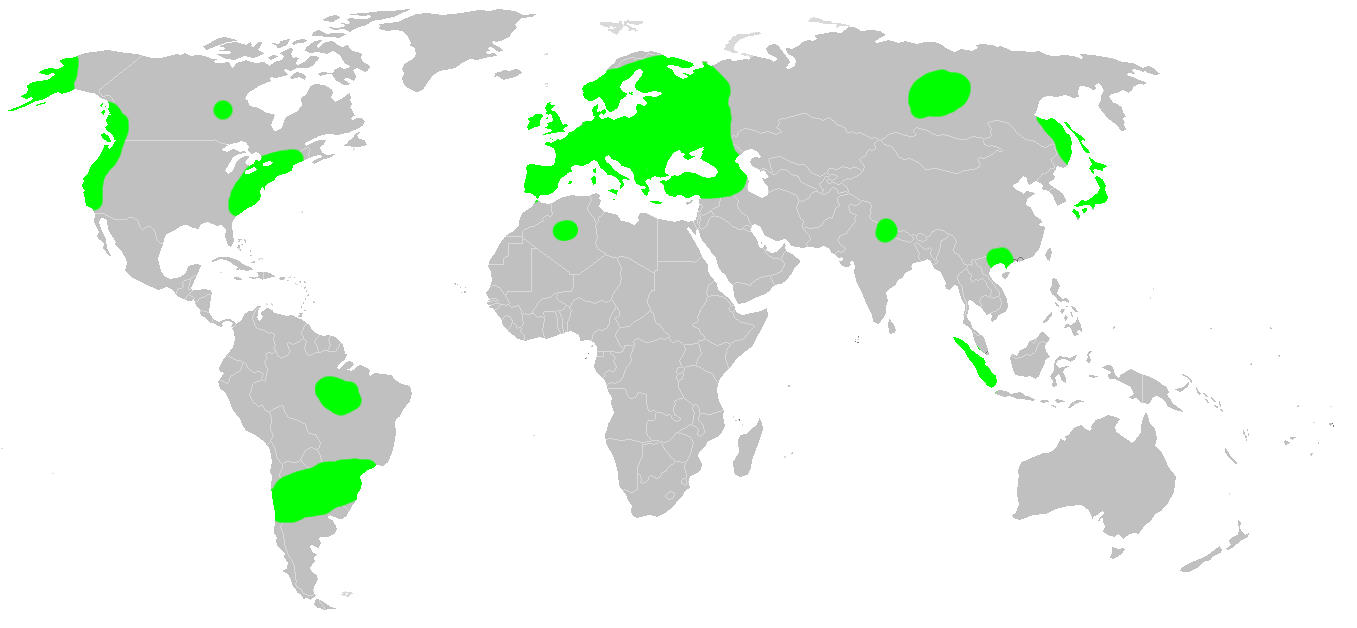
Distribution

Cette espèce se rencontre en Europe et en Turquie.
Sa présence en Iran est incertaine.
Elle a été introduite en Amérique du Nord, au Chili, en Argentine, en Uruguay, en Chine, au Japon, à La Réunion et en Afrique du Nord.

## Habitat
L'araignée tisse principalement sa toile dans le cadre des fenêtres mais on la trouve aussi sur les murs et les clôtures, sous l'écorce des vieux arbres.
Elle s'établit également au sommet des pylônes et des poteaux électriques et sous les luminaires.
En climat tempéré, les adultes apparaissent de juillet à octobre, et sont parfois actifs jusqu'en décembre.
Dans les régions plus chaudes, ils sont actifs toute l'année.

## Description
Les mâles mesurent de 3,5 à 8 mm et les femelles de 5,7 à 12 mm.

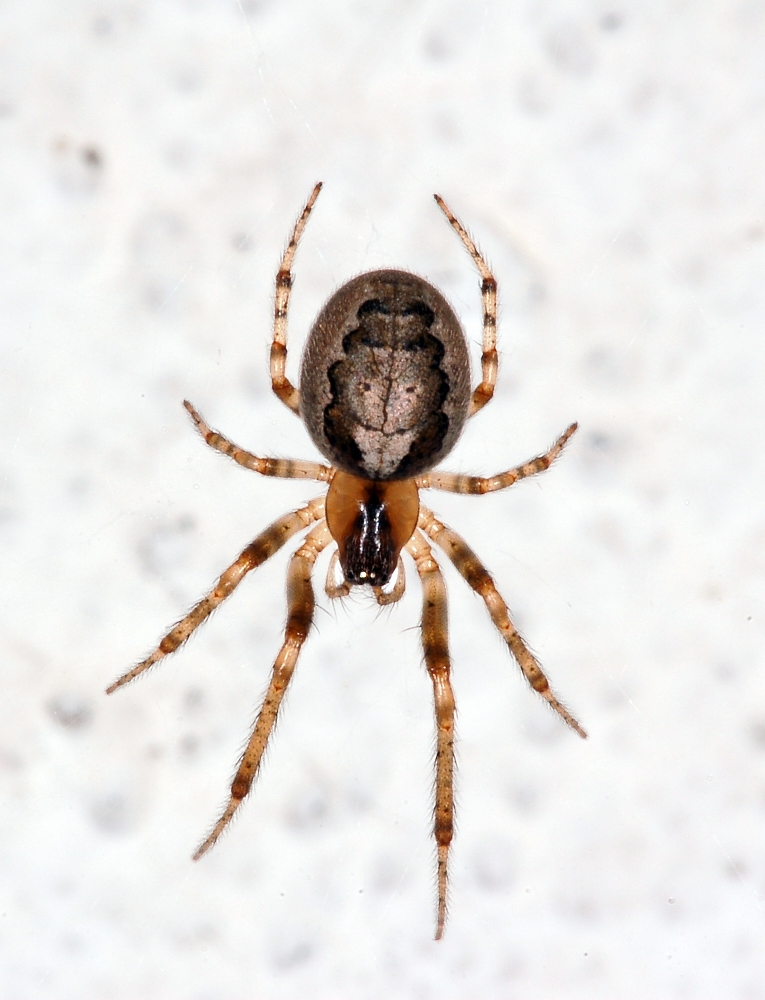

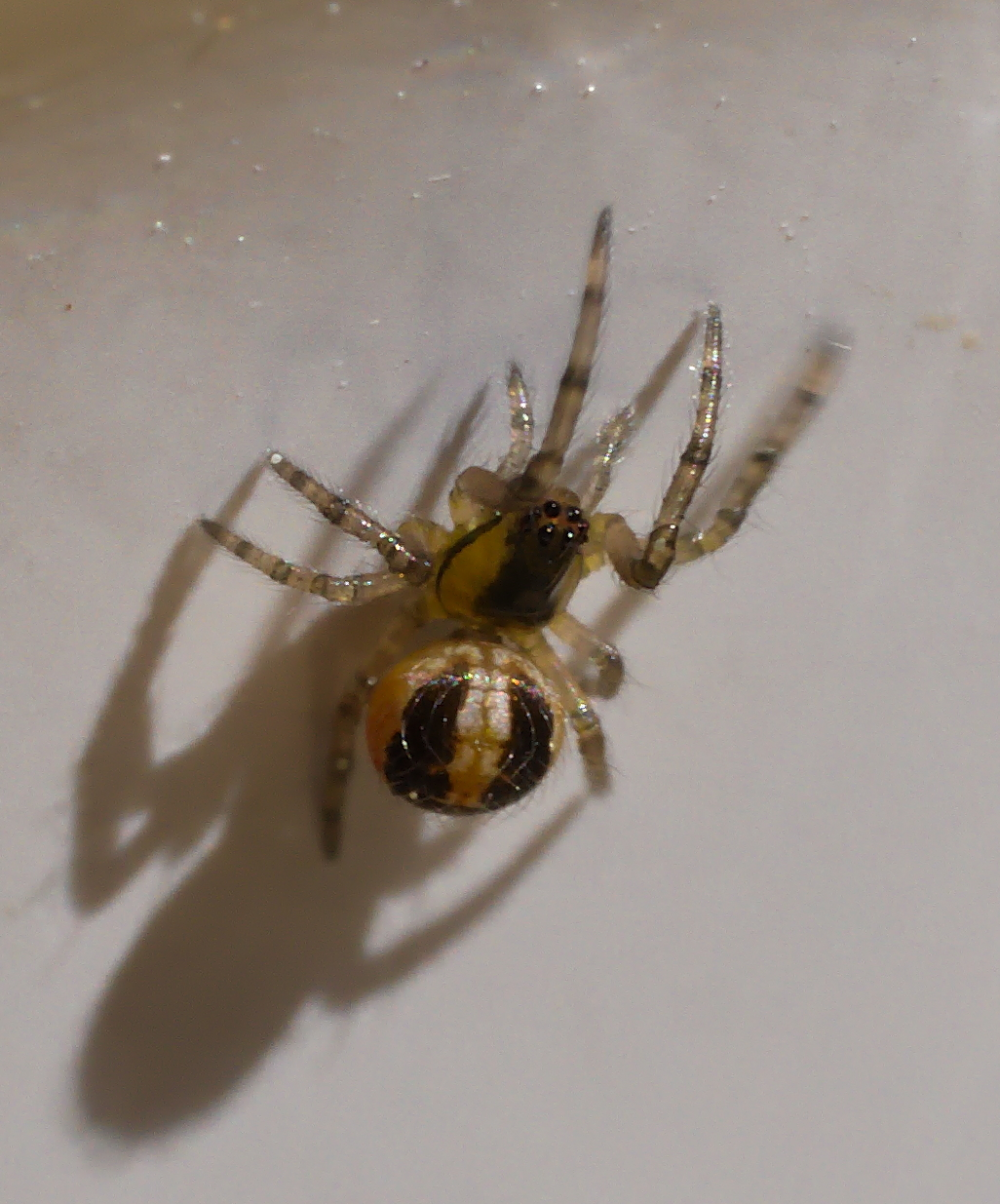

Le prosome est brun jaune avec un motif gris brun (le milieu un peu argenté) en forme de feuille sur l'opisthosome.
Le mâle et la femelle peuvent souvent être vus ensemble. Les œufs hivernent dans un cocon et éclosent au printemps.

## Comportement
Zygiella x-notata fait preuve d'une grande organisation dans la gestion de ses proies : elle est capable de s'arrêter en plein repas pour capturer une nouvelle proie venue se prendre dans la toile, et de retourner ensuite s'alimenter auprès de la première. Ce comportement semble largement majoritaire et ne pas dépendre de l'espèce capturée.
En ce qui concerne ses relations avec l'homme, Zygiella x-notata est une araignée extrêmement craintive qui ne mord pas et ne présente aucun danger.

## La toile

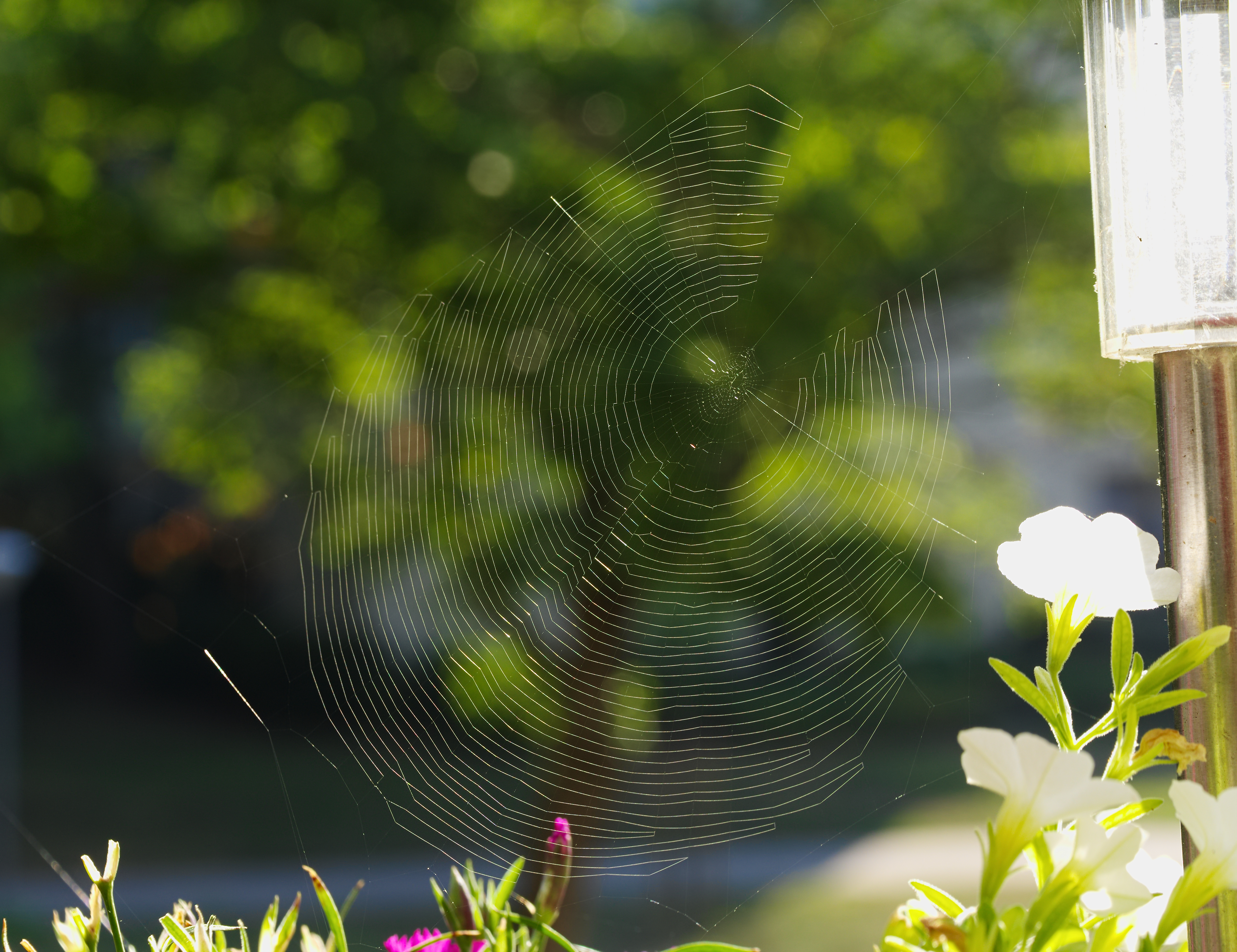
toile

Zygiella x-notata est une araignée orbitèle : sa toile est aisément reconnaissable grâce aux deux secteurs laissés sans échelons dans l'un des deux coins supérieurs. Le fil d'alerte au milieu de ces secteurs mène au refuge de l'araignée, une sorte de tube de soie ouvert aux deux bouts. Le soir et la nuit, elle se tient cependant au milieu de sa toile. Elle refait sa toile dans la matinée. Une toile normale compte entre 25 et 30 rayons. Il arrive que les immatures et parfois les adultes ne laissent pas de secteurs libres, surtout si l'angle entre le fil d'alerte et le rayon devient trop grand. La proie est emballée de soie et tirée jusqu'au refuge.
La construction de la toile ne semble pas affectée (dans la nature ou en laboratoire) par la proximité de congénères mais la taille de la toile peut être modifiée quand plusieurs femelles sont en présence ; la présence de nombreuses proies semble également encourager l'araignée à reconstruire sa toile plus souvent.

## Systématique et taxinomie
Cette espèce a été décrite sous le protonyme Araneus x-notatus par Clerck en 1757. Elle est placée dans le genre Zilla par Thorell en 1856 puis dans le genre Zygiella par Simon en 1929.
Aranea calophylla a été placée en synonymie par Bonnet en 1959.
Zilla californica a été placée en synonymie par Gertsch en 1964.
Zilla boesenbergi et Larinia maulliniana ont été placées en synonymie par Levi en 1974.
Pseudometa biologica a été placée en synonymie par Levi en 1980.
Zilla gigans a été placée en synonymie par Méndez en 1998.
Zygiella x-notata chelata et Zygiella x-notata percechelata ont été placées en synonymie par Breitling, Bauer, Schäfer, Morano, Barrientos et Blick en 2016.

## Galerie

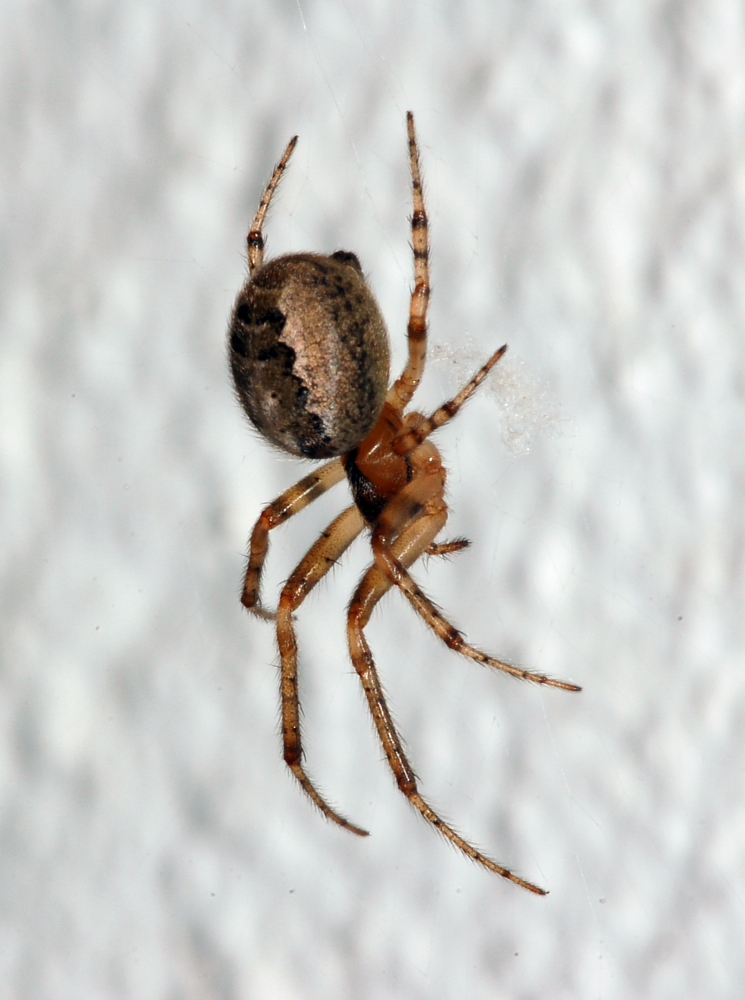
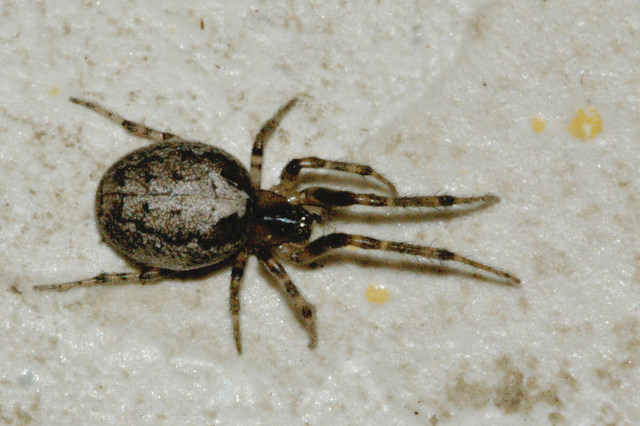
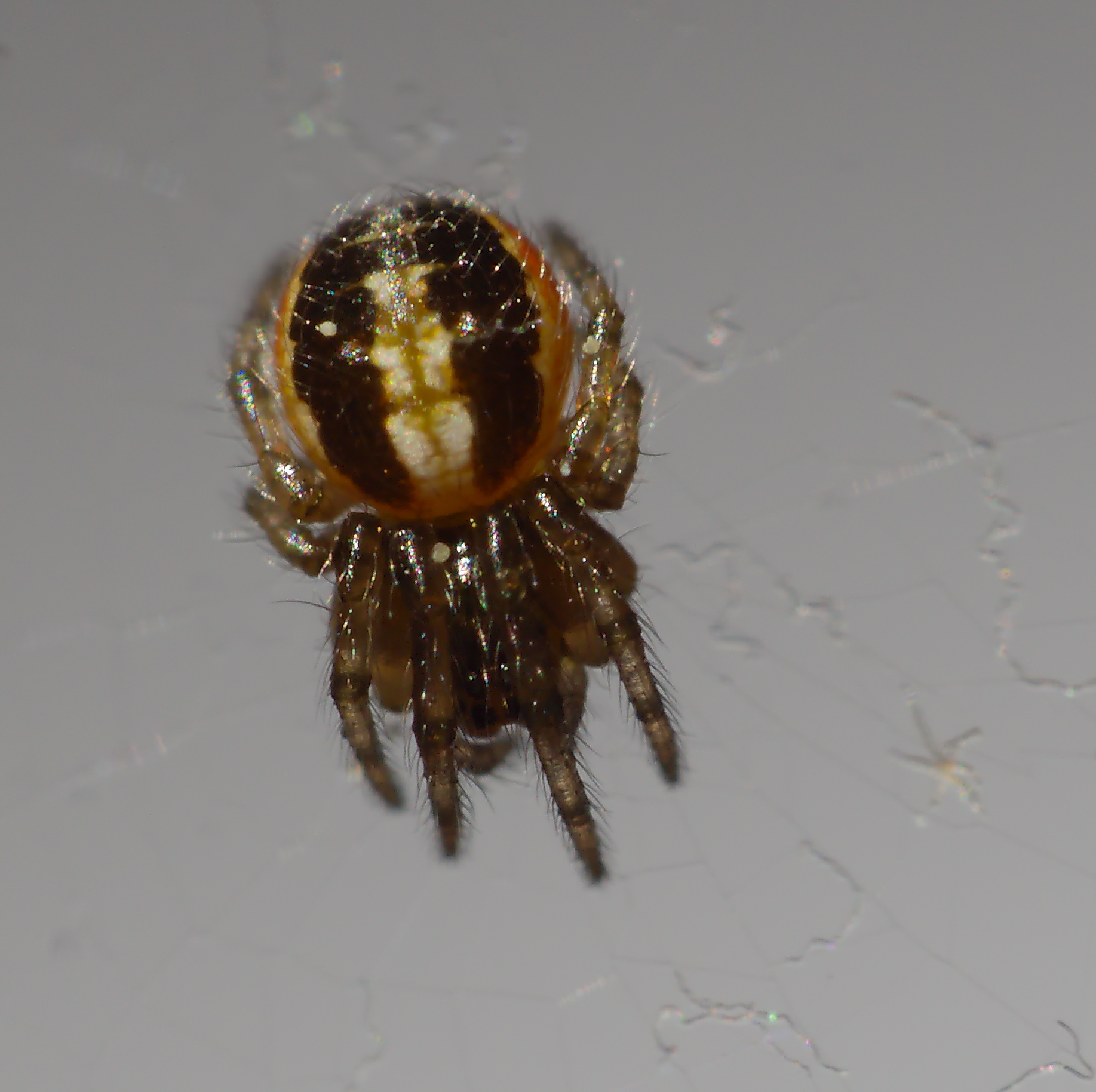
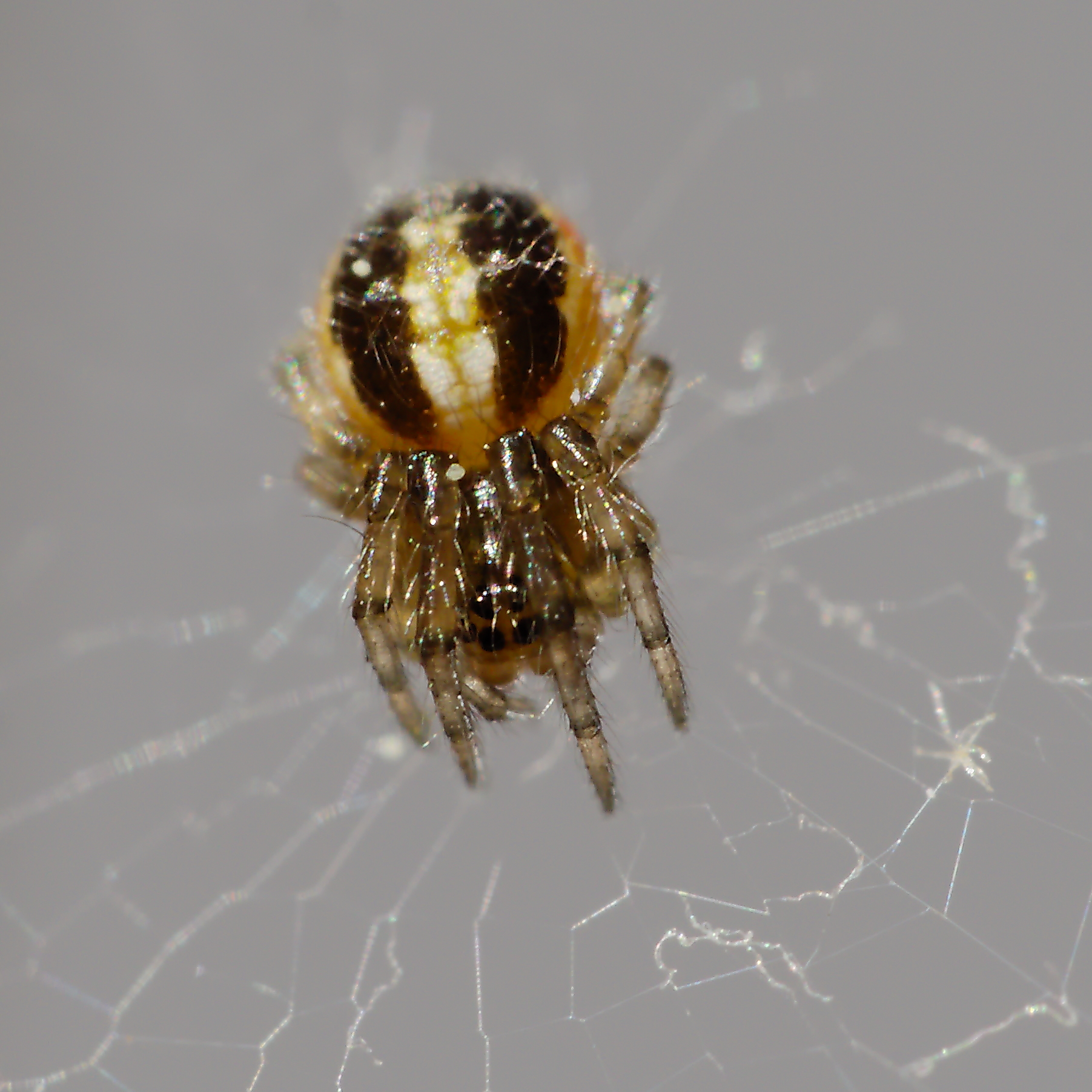
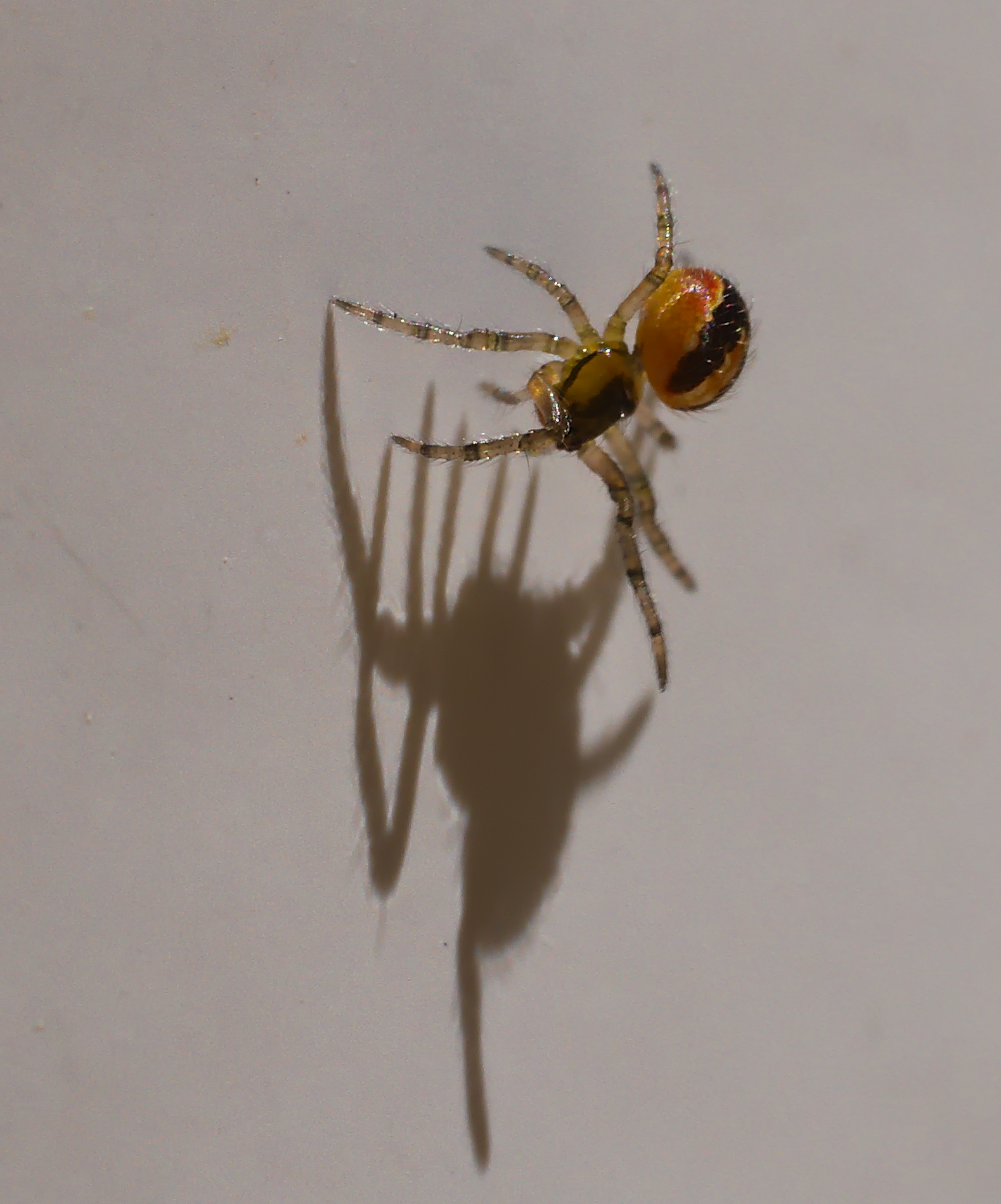
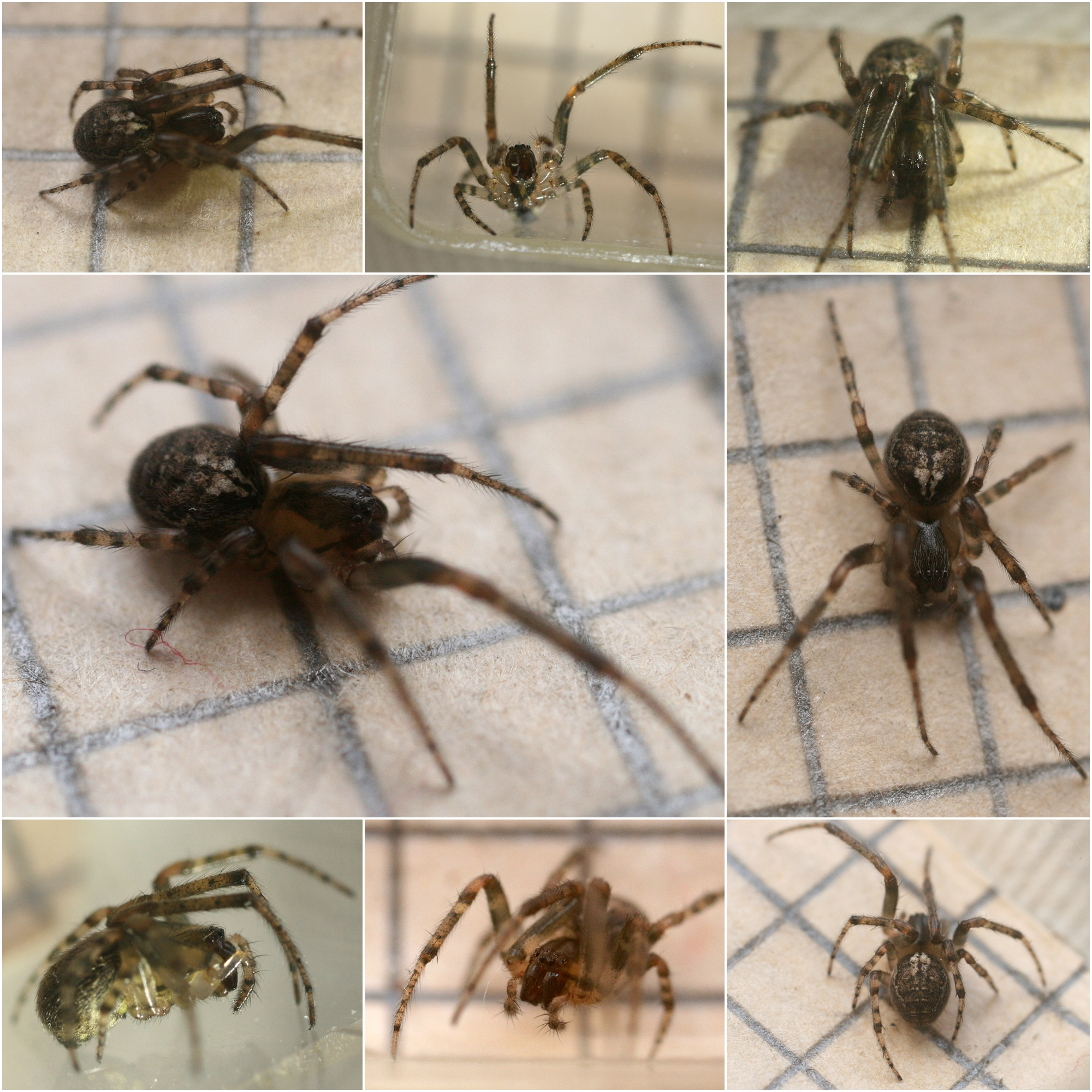

## Publication originale
- Clerck, 1757 : Svenska spindlar, uti sina hufvud-slågter indelte samt under några och sextio särskildte arter beskrefne och med illuminerade figurer uplyste. Stockholmiae, p. 1-154. (texte intégral)